# Здається, ми залишилися одні
«Здається, ми залишилися одні» (англ. I Think We're Alone Now) — американська постапокаліптична романтична драма 2018 року режисера Ріда Морано, який також виступив оператором, за сценарієм Майка Маковскі. У головних ролях Пітер Дінклейдж та Ель Феннінг.

## Синопсис
Дел живе сам у маленькому містечку після того, як «у вівторок після обіду» внаслідок невизначеної, але раптової апокаліптичної події вимерла вся людська популяція. Вважаючи себе останньою людиною на Землі, Дел почав вести мирне життя у своєму рідному місті, живучи в бібліотеці, де він колись працював, і проводячи день, розчищаючи будинки людей і ховаючи мертвих.
Одного разу вночі його розбудив феєрверк. Наступного дня він знаходить непритомну молоду жінку на ім'я Грейс у своїй машині, яка потрапила в автокатастрофу, будучи п'яною. Спочатку Дел неприязно ставиться до жінки, яка переслідує його і вмовляє дозволити їй залишитися. Коли жінка вирішує піти, Дел зупиняє її і пропонує теоретичний випробувальний термін на випадок, якщо вони будуть потрібні одне одному.
Грейс - галаслива і непостійна, але Дел неохоче звикає до неї, годує її і навчає своїм методам очищення будинків від мертвих. Коли Грейс знаходить собаку, вона осипає його любов'ю та увагою, але після того, як собака кусає Дела, він відпускає його, і той тікає. Коли він зізнається в цьому Грейс, вона розлючується і нагадує йому, що в той час як він був гірким і самотнім у своєму попередньому житті, вона була коханою і щасливою. Розкаяний Дел показує їй свою оранжерею і просить її продовжувати очищати будинки разом з ним.
Під час однієї зі своїх поїздок у пошуках будинків Грейс натрапляє на будинок, який ще не був очищений, і який Дел не хоче очищати. Вона розуміє, що він належав родині Дела. Грейс переконує Дела прибрати будинок і поховати тіло матері. Згодом Грейс повідомляє Делу, що має йому щось сказати, але натомість уникає прямої розмови і цілує його.
Наступного ранку Дел прокидається в будинку, який використовувала Грейс, і здивовано чує голоси внизу. Він знайомиться з двома новими вцілілими, Патріком і Вайолет, які представляються батьками Грейс. З'ясовується, що апокаліпсис пережили тисячі людей, які утворили спільноту. Оскільки Дел ніколи не виїжджав зі свого міста, він нічого не знає.
Дел засмучений і йде, але Грейс наздоганяє його і благає залишити її з ним, кажучи, що ця пара не є її справжніми батьками, і що вона була з ними в парі, коли потрапила до комуни вцілілих у Каліфорнії. Дел ігнорує її і йде. Патрік відвідує Дел у бібліотеці, де він закликає Дел піти з ним, натякаючи на різні експерименти, що відбуваються в Каліфорнії, які зосереджені на розумінні.
Невдовзі Грейс їде з парою, і Дел повертається до свого усамітненого способу життя, хоча тепер його роздирає самотність. Не в змозі більше жити на самоті, Дел залишає своє маленьке містечко і їде за адресою, яку залишив йому Патрік, сподіваючись знайти Грейс. Дел проникає до будинку Грейс, щоб побачитися з нею, і там бачить, що вона перенесла ще одну операцію з модифікації поведінки, щоб стерти затяжну травму, спричинену втратою сім'ї. Коли Дел і Грейс намагаються втекти, Патрік намагається їх зупинити. Він пояснює, що єдиний спосіб для людства рухатися вперед - це забути минуле і те, що вони всі втратили. Грейс панікує і стріляє в нього. Вайолет не засмучується, адже вона все ще пам'ятає своє попереднє життя і доньку, яку втратила, незважаючи на модифікацію поведінки, якій вона піддалася. Дел і Грейс знаходять місто, населене напрочуд щасливими людьми, які вижили, всі вони щасливі і свідомо не знають про свою минулу травму. Дел і Грейс залишають місто, не маючи жодної чітко визначеної мети чи пункту призначення.

## Акторський склад
| Актор            | Роль    |
| ---------------- | ------- |
| Пітер Дінклейдж  | Дел     |
| Ель Феннінг      | Ґрейс   |
| Пол Джаматті     | Патрік  |
| Шарлотта Генсбур | Вайолет |

## Виробництво
У жовтні 2016 року Пітер Дінклейдж і Ель Феннінг були затверджені на рол на ролі Дел і Ґрейс відповідно. Основні зйомки були проходили у штаті Нью-Йорк, зокрема у міста Гастінгс-он-Гадзон і Гайверстро.

## Саундтрек
- "Working Man", написаний Гедді Лі та Алексом Лайфсоном, виконує Rush
- "Finding My Way", написана Гедді Лі та Алексом Лайфсоном, виконує Rush
- "LA Knights", у виконанні Four Step Plan
- "Livin' Proof", виконує Group Home
- «Free The Mind», у виконанні Йоганна Йоганссона
- "Кубинський джем", написаний La Palabra, виконує Orquesta

## Випуск
Світова прем’єра фільму відбулася на кінофестивалі «Санденс» 21 січня 2018 року, де він отримав спеціальну нагороду журі в категорії «Драматичний фільм» за найкращу режисуру. Через місяць компанія Momentum Pictures придбала права на дистрибуцію стрічки. Він був випущений у прокат 14 вересня 2018 року.